# Grey hat
Một grey hat (còn được gọi là greyhat hoặc gray hat) là một hacker máy tính hoặc chuyên gia An ninh máy tính có thể đôi khi vi phạm luật pháp hoặc các tiêu chuẩn hacker đạo đức, nhưng thường không có ý định độc hại như một hacker black hat.
Thuật ngữ này được sử dụng vào cuối những năm 1990 và được tạo ra từ các khái niệm "white hat" và "black hat" hackers. Khi một hacker white hat phát hiện một lỗ hổng, họ sẽ khai thác nó chỉ khi có sự cho phép và không tiết lộ sự tồn tại của nó cho đến khi nó được khắc phục, trong khi hacker black hat sẽ khai thác nó bất hợp pháp và/hoặc cho người khác biết cách làm vậy. Grey hat sẽ không khai thác nó bất hợp pháp, cũng không cho người khác biết cách làm vậy.
Một sự khác biệt khác giữa các loại hacker này nằm ở phương pháp khám phá các lỗ hổng. White hat xâm nhập vào các hệ thống và mạng theo yêu cầu của nhà tuyển dụng hoặc với sự cho phép rõ ràng nhằm xác định mức độ bảo mật chống lại các hacker, trong khi black hat sẽ xâm nhập vào bất kỳ hệ thống hoặc mạng nào để tìm ra thông tin nhạy cảm vì lợi ích cá nhân. Grey hat thông thường có kỹ năng và ý định tương tự như white hat nhưng sẽ xâm nhập vào bất kỳ hệ thống hoặc mạng nào mà không có sự cho phép.
Theo một định nghĩa về hacker với tư cách grey-hat, khi họ phát hiện một lỗ hổng, thay vì thông báo cho nhà cung cấp biết cách tận dụng lỗi, họ có thể đề nghị sửa chữa nó với một khoản phí nhỏ. Khi một người truy cập bất hợp pháp vào một hệ thống hoặc mạng, họ có thể đề xuất cho quản trị hệ thống thuê một trong những người bạn của mình để khắc phục vấn đề; tuy nhiên, thực tế này đang giảm dần do sự sẵn lòng gia tăng của các doanh nghiệp kiện tụng. Một định nghĩa khác về grey hat cho rằng các hacker grey hat chỉ vi phạm pháp luật một cách có thể tranh cãi nhằm nghiên cứu và cải thiện bảo mật, với tính hợp pháp được xác định dựa trên hệ quả cụ thể của bất kỳ cuộc tấn công nào mà họ tham gia.
Trong cộng đồng tối ưu hóa công cụ tìm kiếm (SEO), grey hat hackers là những người điều chỉnh xếp hạng công cụ tìm kiếm của các trang web bằng cách sử dụng các phương pháp không đúng hoặc không đạo đức, nhưng không được coi là spam của công cụ tìm kiếm.

## Lịch sử
Thuật ngữ "grey hat" lần đầu được sử dụng công khai trong ngữ cảnh an ninh máy tính khi DEF CON công bố Black Hat Briefings lần đầu tiên vào năm 1996, mặc dù có thể đã được sử dụng bởi các nhóm nhỏ hơn trước thời điểm này. Bên cạnh đó, tại hội nghị này, một bài thuyết trình được trình bày trong đó Mudge, một thành viên chủ chốt của nhóm hacker L0pht, thảo luận về ý định của họ với tư cách là những hacker grey hat, nhằm cung cấp cho Microsoft các phát hiện về lỗ hổng để bảo vệ số lượng người dùng đông đảo của hệ điều hành của hãng. Cuối cùng, Mike Nash, Giám đốc nhóm máy chủ của Microsoft, đã cho biết những hacker grey hat tương tự như các chuyên gia kỹ thuật trong ngành phần mềm độc lập vì "họ có giá trị trong việc đưa ra phản hồi giúp chúng tôi cải thiện sản phẩm của mình".
Thuật ngữ "grey hat" đã được nhóm hacker L0pht sử dụng trong một cuộc phỏng vấn năm 1999 với The New York Times. to describe their hacking activities.
Thuật ngữ được sử dụng để miêu tả các hacker ủng hộ việc báo cáo đạo đức về các lỗ hổng trực tiếp cho nhà cung cấp phần mềm, ngược lại với các phương pháp tiết lộ đầy đủ thông tin được thịnh hành trong cộng đồng white hat mà lỗ hổng không được tiết lộ ra bên ngoài nhóm của họ.
Tuy nhiên, vào năm 2002, cộng đồng Anti-Sec đã sử dụng thuật ngữ này để chỉ những người làm việc trong ngành an ninh vào ban ngày, nhưng tham gia vào các hoạt động black hat vào ban đêm. Nỗi mỉa mai là đối với black hat, diễn giải này được coi là thuật ngữ mang ý nghĩa gánh nặng xấu xa; trong khi đó, đối với white hat, đó là thuật ngữ tạo nên sự nổi tiếng phổ biến.
Sau sự tăng lên và sự suy giảm cuối cùng của "kỷ nguyên vàng" giữa việc tiết lộ đầy đủ thông tin và chống lại hoạt động Anti-Sec - và sự phát triển sau đó của triết lý "hack đạo đức" - thuật ngữ grey hat bắt đầu mang các ý nghĩa đa dạng. Vụ truy tố Dmitry Sklyarov tại Hoa Kỳ vì các hoạt động pháp lý trong nước gốc của anh đã thay đổi quan điểm của nhiều nhà nghiên cứu an ninh. Khi Internet được sử dụng cho nhiều chức năng quan trọng hơn và lo ngại về khủng bố gia tăng, thuật ngữ "white hat" bắt đầu ám chỉ đến các chuyên gia an ninh doanh nghiệp không ủng hộ việc tiết lộ đầy đủ thông tin.
Vào năm 2008, EFF định nghĩa grey hat là những nhà nghiên cứu bảo mật có đạo đức, ngẫu nhiên hoặc có thể xem là vi phạm luật pháp nhằm nghiên cứu và cải thiện an ninh. Họ tán thành việc xây dựng luật pháp về tội phạm máy tính rõ ràng và hẹp hơn.

## Ví dụ
Vào tháng 4 năm 2000, nhóm hacker có tên là "{}" và "Hardbeat" đã truy cập trái phép vào trang web Apache.org. Thay vì cố gắng gây hại cho máy chủ Apache.org, họ đã chọn thông báo vấn đề cho nhóm quản lý Apache.
Vào tháng 6 năm 2010, một nhóm chuyên gia máy tính có tên Goatse Security đã phơi bày một lỗ hổng trong bảo mật của AT&T, cho phép tiết lộ địa chỉ email của người dùng iPad. Nhóm đã tiết lộ lỗ hổng bảo mật cho báo chí ngay sau khi thông báo cho AT&T. Kể từ đó, FBI đã mở cuộc điều tra vụ việc và đột kích nhà của weev, thành viên nổi bật nhất của nhóm.
Vào tháng 4 năm 2011, một nhóm chuyên gia phát hiện ra rằng iPhone của Apple và iPad 3G đang "ghi lại nơi người dùng truy cập". Apple đã phát biểu rằng iPad và iPhone chỉ ghi lại các tháp mà điện thoại có thể kết nối. Có nhiều bài viết về vấn đề này và nó được coi là một vấn đề bảo mật nhỏ. Trường hợp này sẽ được xếp vào "grey hat" vì mặc dù những chuyên gia có thể sử dụng điều này với ý định độc hại, vấn đề này vẫn được báo cáo.
Vào tháng 8 năm 2013, Khalil Shreateh, một nhà nghiên cứu bảo mật máy tính không có việc làm, đã hack trang Facebook của Mark Zuckerberg nhằm ép buộc họ khắc phục một lỗi mà anh ta đã phát hiện, cho phép anh ta đăng bài lên trang của bất kỳ người dùng nào mà không có sự đồng ý của họ. Anh ta đã cố gắng liên tục thông báo về lỗi này cho Facebook nhưng bị Facebook thông báo rằng vấn đề đó không phải là lỗi. Sau sự cố này, Facebook đã khắc phục lỗ hổng này, mà có thể đã trở thành một công cụ mạnh mẽ trong tay các spammer chuyên nghiệp. Shreateh không được bồi thường bởi chương trình White Hat của Facebook vì anh vi phạm chính sách của họ, do đó đây là một sự cố thuộc loại grey hat.